# Avenida de Roma
Die Avenida de Roma ist eine Hauptverkehrsstraße im nördlichen Zentrum der portugiesischen Hauptstadt Lissabon. Sie führt von der Praça de Londres in nordwestlicher Richtung zur Avenida do Brasil. Dabei durchquert sie die Stadtgemeinden Alvalade und Areeiro. Sie überquert die Ringbahn Linha de Cintura und bildet im Kreuzungsbereich mit der Avenida da Igreja die Praça de Alvalade.

## Geschichte
Die Straße wurde Ende der 1920er Jahre unter dem Plannamen Avenida nº 19 projektiert. Am 27. Dezember 1930 erhielt sie auf Beschluss der Câmara Municipal von Lissabon den Namen der italienischen Hauptstadt Rom. Die Widmung steht im Kontext einer Phase des Estado Novo, in der sich der Nationalismus den Schein formaler Weltoffenheit, insbesondere gegenüber den Ideen und Werten Europas, gab. Diese Praxis wurde später im unmittelbaren Umfeld der Avenida de Roma mit Straßen- und Platzbenennungen nach anderen europäischen Hauptstädten (London, Madrid, Paris) fortgesetzt.

## Beschreibung
An der Straße liegen die Escola Eugénio dos Santos, das ehemalige Cinema Alvalade, das Hotel Roma und das ehemalige Cinema Roma (heute: Fórum Lisboa). Verkehrlich ist sie durch die Linha Verde der Metro Lissabon erschlossen, die zwischen den Bahnhöfen Roma und Alvalade dem Straßenverlauf folgt. Der westliche Ausgang des Bahnhofs Roma-Areeiro befindet sich hier. 